# 2024年9月3日波爾塔瓦導彈襲擊
2024年9月3日，两枚俄罗斯导弹击中了乌克兰中部城市波尔塔瓦的通讯和信息技术军事学院和一家医院，造成至少47人死亡，至少206人受伤。烏克蘭總統泽连斯基称，军事学院的一栋建筑的部分被毁。